# Gansugyps linxiaensis
Gansugyps linxiaensis — викопний вид яструбоподібних птахів родини яструбових (Accipitridae), що існував в Східній Азії у пізньому міоцені (7,8 — 5 млн років тому). Викопні рештки птаха знайдено в провінції Ганьсу в Китаї. Описаний з решток добре збереженого, майже повного скелета (відсутні лише фрагменти грудини та деякі кістки крил).